# Montezumia cortesioides
Montezumia cortesioides är en stekelart som beskrevs av Willink 1982. Montezumia cortesioides ingår i släktet Montezumia och familjen Eumenidae. Inga underarter finns listade i Catalogue of Life.